# Stefano Losurdo
Stefano Losurdo (Altamura, 8 luglio 1940 – Pavia, 6 marzo 2013) è stato un politico e avvocato italiano.

## Biografia
Laureato in Giurisprudenza, svolse l'attività di avvocato civilista a Pavia.

## Carriera politica
Nel 1996 fu eletto alla Camera dei deputati per Alleanza Nazionale. Nel 2001 fu rieletto alla Camera dei deputati, diventando componente della XIII Commissione (agricoltura) fino alla fine della XIV legislatura (27 aprile 2006).
Nel 2006 fu eletto al Senato della Repubblica.  È stato membro della 9ª Commissione permanente (Agricoltura e produzione agroalimentare) dal 6 giugno 2006 al 28 aprile 2008.
Nel 2007 lasciò Alleanza Nazionale per contrasti con la dirigenza regionale di Romano La Russa e aderì al partito La Destra (Gruppo misto), fondato quell'anno da Francesco Storace, da cui si allontanò dopo pochi mesi per contrarietà all'arroccamento estremistico.
Nel 2010 fu tra i fondatori di Futuro e Libertà per l'Italia.
Morì nel 2013 all'età di 72 anni dopo una lunga malattia.